# 野外绝灭

IUCN的分類圖示，當中野外滅絕是僅次於滅絕的級別

野外绝灭（英語：Extinct in the Wild，或縮寫為）是一種保護現狀，當某一物種或其亞種，其已知的個體僅存活於圈養的環境、或是其種群需經過野放後才能夠回歸其歷史上存在的地點時，就會被分類至此保護現狀。在世界自然保护联盟发布的2008年版濒危物种红色名录中，有37个动物种群和28种植物被纳入了野外灭绝类别之中。

## 物種例子
- 巴巴里獅（野外滅絕於1922年）
- 剃刀嘴鳳冠雉（野外滅絕於1987或1988年）
- 懷俄明蟾蜍（野外滅絕於1991年）
- 華南虎（野外滅絕於1994年）
- 夏威夷烏鴉（野外滅絕於2002年）
- 侏儒盧安達睡蓮（野外滅絕於2008年）
- 達氏鱘（野外滅絕於2022年）

## 再引入
再引入，或稱為野放，是一種經過仔細考慮後將物種重新放歸大自然的一種做法。一般可從圈養、或其他地區的亞種中挑選合適的個體進行野放。這做法除了適合野外已滅絕的物種外，一些瀕危物種也可透過此方法得以回歸大自然。
雖然如此，但將已在野外滅絕的物種野放，在實際運作上卻異常困難，即使其生境已得到復原也不例外。其中一個主因是牠們可能已缺乏了應有的求生技能。這些一般由其雙親教導的生存技倆，在圈養的環境下經已失去。換句話說，即使該物種的基因得以延續，但其族群間的瀰因已經失去。